# Schachtenseeon

Schachtenseeon, Ansicht von Süden

Schachtenseeon ist ein Gemeindeteil der Gemeinde Lengdorf im Landkreis Erding in Oberbayern.

## Geografie
Das Gut liegt fünf Kilometer nördlich von Lengdorf entfernt, an der nördlichen Grenze der Gemeinde.  

## Verkehr
Der Bahnhof Thann-Matzbach liegt fünf Kilometer südlich.  Die Bundesautobahn 94 verläuft sechs Kilometer südlich.